# (73917) 1997 HS1
(73917) 1997 HS1 – planetoida z pasa głównego asteroid okrążająca Słońce w ciągu 4,32 lat w średniej odległości 2,65 j.a. Odkryta 28 kwietnia 1997 roku.